# ヒューゴ・シュナルス＝アルクイスト
ヒューゴ・シュナルス＝アルクイスト（Carl Wilhelm Hugo Schnars-Alquist、1855年10月29日 - 1939年8月20日）は、ドイツの画家、美術品収集家である。画家として海洋画を描いた。

## 略歴
ハンブルクで生まれた。商人の息子に生まれ、ハンブルクの専門学校で絵画の訓練を受け、商人として働きながら独学で絵の修行を続けた。海洋画を描き、買い手がつき、1884年に画家に転向した。1886年にベルリン芸術アカデミーのハンス・ギューデの修士学生になった。1891年にマックス・リーバーマンやヴァルター・ライスティコフらと芸術家グループ「11人協会」の創設メンバーの一人になった。1892年から1893年に帝国委員会（Reichskommission）の委員に任じられ、1896年に教授の称号を得た。1893年のシカゴ万国博覧会のドイツの代表も務めた。1898年にハンブルクに戻った。「1832年のハンブルク芸術家協会（Hamburger Künstlerverein von 1832）」のメンバーでもあった。
北アメリカや中南米、オーストラリア、タスマニア、ニュージーランド、セイロンなどへの航海する船に乗船し、さまざまな緯度、季節、天候の海洋を描き、作品は、ドイツ皇帝、ヴィルヘルム2世や、首相のベルンハルト・フォン・ビューローに買い上げられ、ハンブルク美術館やアメリカの美術館などに所蔵されている。
1939年にフランクフルトで亡くなり、リートホーフ・オールスドルフ墓地（Friedhof Ohlsdorf）に埋葬された。

## 作品

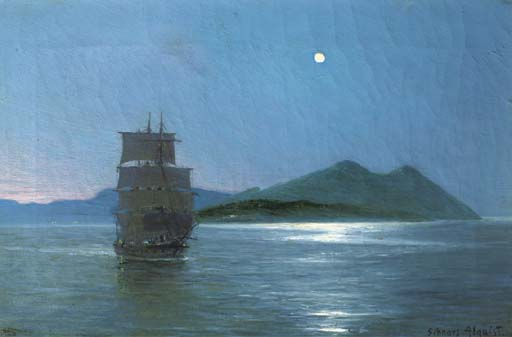
リオデジャネイロのグアナバラ湾の帆船 (1878)
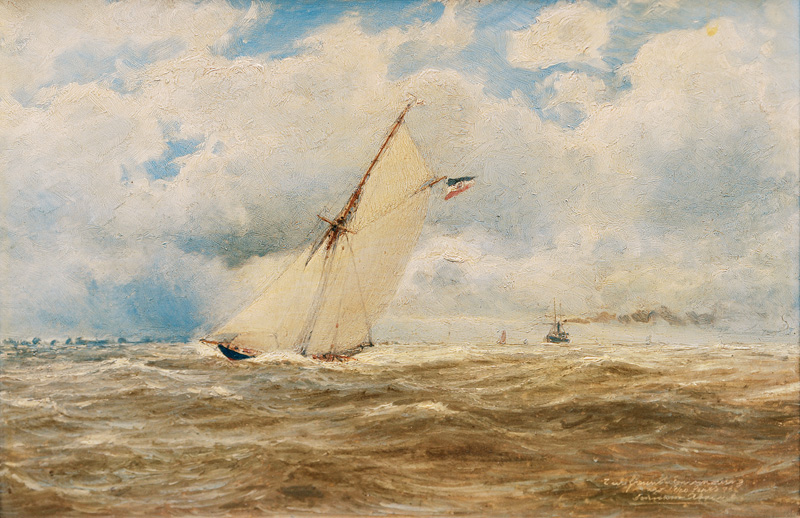
エルベ川の帆走 (1898)
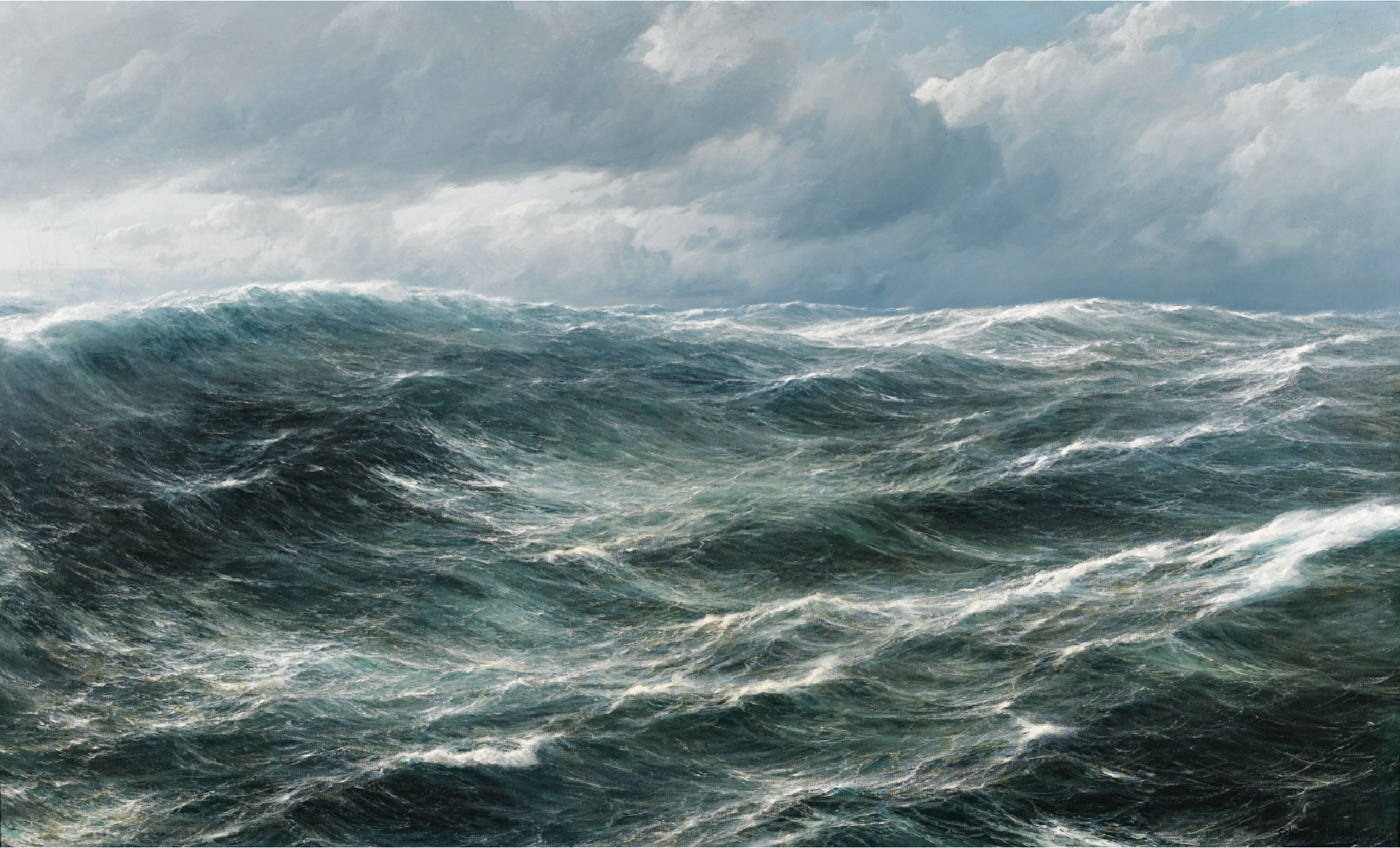
海洋画　(1906)
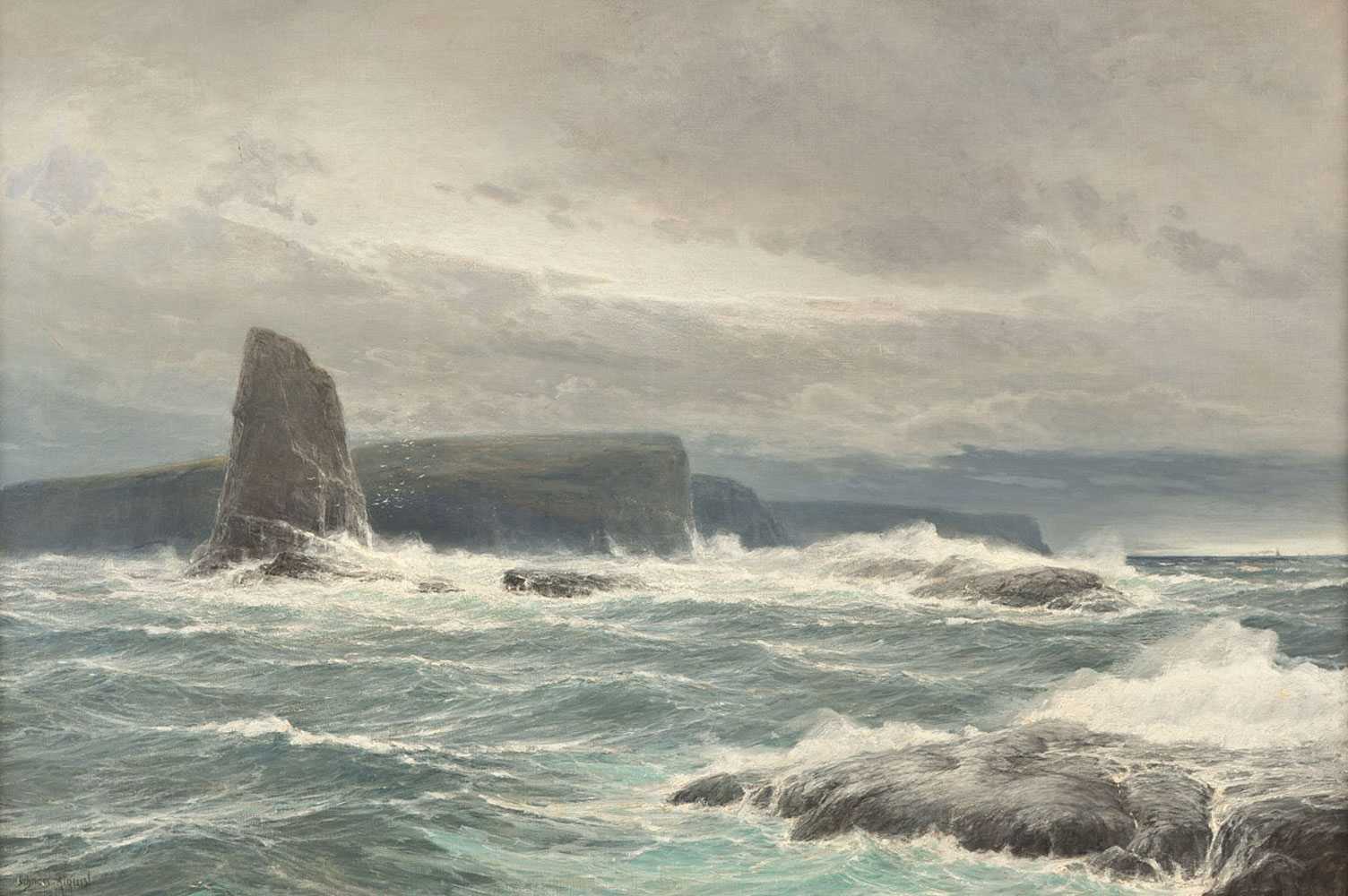
岩場の嵐の海